# من می‌دانم پسرها چه چیزی دوست دارند (ترانه)
من می‌دانم پسرها چه چیزی دوست دارند (انگلیسی: I Know What Boys Like) ترانه ای است که در سال ۱۹۷۸ توسط کریس باتلر نوشته شده‌است. این ترانه به رتبه ۶۲ در هفته ۲۹ مه ۱۹۸۲ ۱۰۰ آهنگ داغ بیلبورد رسید.